# 島根朋史
島根 朋史（しまね ともふみ、1989年12月21日 - ）は、日本のチェリスト、ヴィオラ・ダ・ガンバ奏者、編曲家。音楽博士。東京都出身。

## 来歴

### 学校機関
東京芸術大学音楽学部附属音楽高等学校を経て、東京藝術大学を卒業（チェロ専攻）。卒業時に同声会賞を受賞。東京藝術大学大学院修士課程（チェロ専攻）修了。修了時に大学院アカンサス賞を受賞。
修士課程在学中にパリに留学し、エリック・サティ音楽院にてバロック・チェロとヴィオラ・ダ・ガンバを学ぶ。在欧中、晩年のアンナー・ビルスマに薫陶を受ける。
2020年、東京藝術大学大学院博士後期課程を修了。博士号（音楽・チェロ）を取得。博士論文のテーマは「18世紀フランスのチェロ奏法と楽譜読解について: J.L.デュポールの教則本を基にした奏法論、及びヴィオル奏法からの推移、運弓と運指、「ポルタメント」などの装飾について、そして、ベートーヴェンの作品における歴史的演奏表現の探求」。

## 師事歴
- チェロ：河野文昭、Philippe Muller、Xavier Gagnepain
- 歴史的スタイルのチェロ：鈴木秀美、Anner Bylsma、Emmanuel Balssa
- ヴィオラ・ダ・ガンバ：福澤宏、Clistine Plubeau、Emmanuel Balssa

## 親族
- 母：島根恵（ヴァイオリニスト）
- 叔父：辻功（オーボエ奏者）
- 曽祖父：平尾貴四男（作曲家）

## 活動
大学卒業時から演奏活動を開始している。
「古楽オーケストラLa Musica Collana」首席奏者、サブディレクター。 川口成彦と丸山韶と共に結成した「木心トリオ（旧Trio Ace）」のチェロ奏者。フランスバロック演奏団体「On verra」副代表。
「バッハ・コレギウム・ジャパン」、「オーケストラ・リベラ・クラシカ」、「レ・ボレアード」、「古楽アンサンブル・コントラポント」などの古楽団体演奏メンバー。
「弦楽アンサンブルTGS」、「Castyチェロカルテット」、「東京バロックプレイヤーズ」など演奏メンバー。
2021年より昭和音楽大学非常勤講師。
印西国際音楽コンクール審査員。

## ディスコグラフィ

### ソロCD
- Les Monologues（レ・モノローグ） ―無伴奏チェロと無伴奏ヴィオラ・ダ・ガンバのための作品集―（ALM Records, ALCD-9196）
- AU-DELÀ（オドゥラ）ー憧憬の紡ぎ   チェロ、ヴィオラ・ダ・ガンバ、トレブル・ガンバによる作品集（ALM Records, ALCD-9257）

### 共演CD
- Con affetto（コン・アフェット）ヴェネツィアン・バロックの栄華   丸山 韶 / アンサンブル LMC（299 MUSIC, NIKU-9017）

- Frenesia（フレネジア）~ヴェラチーニ:ヴァイオリン・ソナタ集/コレッリ：ラ・フォリア   丸山 韶 / アンサンブル LMC（299 MUSIC, NIKU-9029）
- 音楽の花束 〜ヴァイオリンを愛する人へ〜   島根恵/志村泉/島根朋史（ALM Records, ALCD-9067）
- ヴィオッティからメンデルスゾーンへ ヴァイオリン・ヴィルトゥオーゾの世界 Vol.1   島根恵/碓井俊樹/島根朋史（ALM Records, ALCD-9221）
- ハンガリー狂詩曲 ヴァイオリン・ヴィルトゥオーゾの世界 Vol.2：ザイツ＆サン＝サーンス   島根恵/碓井俊樹/島根朋史（ALM Records, ALCD-9244）

## 著書

### 訳・校訂書
- デュポール  チェロ奏法と21の練習曲  運指・運弓に関する試論とエチュード［原典版／solo+bass］島根朋史 訳・解説・校訂（音楽之友社）[5]

### 寄稿
- つながれ! ベートーヴェン コロナ禍に向き合いながら駆け抜けた、藝大・ベートーヴェン生誕250年記念イヤーの記録（東京藝術大学演奏藝術センター）[6]